# Jun Mizuno
Jun Mizuno (jap. 水野 淳, Mizuno Jun; * 7. August 1974 in der Präfektur Chiba) ist ein ehemaliger japanischer Fußballspieler.

## Karriere
Mizuno erlernte das Fußballspielen in der Schulmannschaft der Funabashi High School. Seinen ersten Vertrag unterschrieb er 1993 bei JEF United Ichihara. Der Verein spielte in der höchsten Liga des Landes, der J1 League. Für den Verein absolvierte er sieben Erstligaspiele. 1997 wechselte er zum Zweitligisten Mito Hollyhock. Am Ende der Saison 1999 stieg der Verein in die J2 League auf. Für den Verein absolvierte er 56 Spiele. Ende 2000 beendete er seine Karriere als Fußballspieler.